# Hasenmäuse
Die Hasenmäuse oder Bergviscachas (Lagidium) sind eine Nagetiergattung aus der Familie der Chinchillas (Chinchillidae). Es werden drei Arten unterschieden: die Cuvier-Hasenmaus (L. viscacia), die Südliche Hasenmaus (L. wolffsohni) und das Ecuador-Bergviscacha (L. ahuacaense).

## Merkmale
Hasenmäuse erinnern äußerlich an Kaninchen mit langen Schwänzen. Sie erreichen eine Kopfrumpflänge von 30 bis 45 Zentimeter, die Schwanzlänge beträgt 20 bis 40 Zentimeter. Die Peruanische Hasenmaus ist die leichteste Art, sie erreicht 0,9 bis 1,6 Kilogramm, während die beiden anderen Arten bis zu 3 Kilogramm wiegen können. Ihr Fell ist dick und weich, nur an der Oberseite des Schwanzes rau. Die Fellfärbung variiert je nach Höhenlage von dunkelgrau bis schokoladenbraun, viele Tiere haben einen schwarzen Rückenstreifen. Die Schwanzspitze kann schwarz oder rotbraun gefärbt sein. Die Ohren sind lang und behaart. Sie haben sowohl an den Vorder- wie auch an den Hinterbeinen vier Zehen.

## Verbreitung und Lebensraum
Wie alle Chinchillas sind Hasenmäuse in Südamerika beheimatet. Ihr Verbreitungsgebiet erstreckt sich vom südlichen Ecuador und das mittlere Peru über das westliche Bolivien bis in den Süden Chiles und den Südwesten Argentiniens. Ihr Lebensraum sind trockene, felsige Bergregionen mit wenig Vegetation in Höhen von bis zu 5000 Metern.

## Lebensweise
Hasenmäuse sind eher tagaktiv, als Unterschlupfe dienen ihnen natürliche Höhlen und Felsspalten. Sie können nicht gut graben und legen selten Erdbaue an. Bei der Nahrungssuche bewegen sie sich schnell und geschickt, entfernen sich aber nicht weiter als etwa 70 Meter von ihrem Unterschlupf. Sie sind Pflanzenfresser, die nahezu jede Art von Pflanzen zu sich nehmen, darunter auch Flechten, Moose und Gräser. Manchmal sind sie auch beim Sonnenbaden oder bei der Fellpflege zu beobachten.
Hasenmäuse leben in Familiengruppen, die meist aus zwei bis fünf Tieren bestehen. Oft schließen sie sich mit anderen Familien zu größeren Verbänden zusammen, die mehrere hundert Individuen umfassen können. Dabei behält jedoch jede Familie ihren eigenen Unterschlupf und ihre eigenen Felsen zum Sonnenbaden. Sie halten keinen Winterschlaf.

## Fortpflanzung

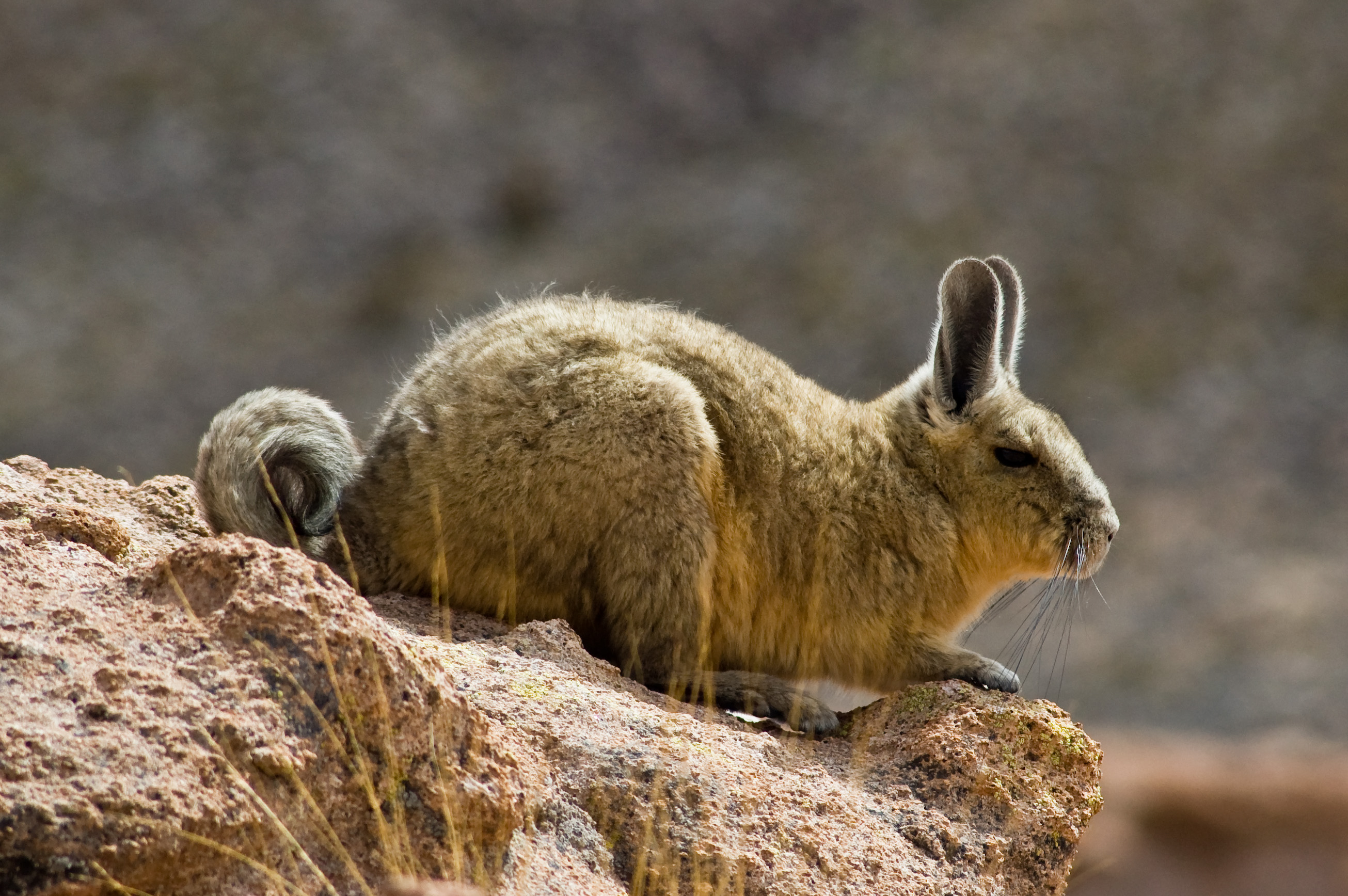
Hasenmaus

Die Paarungszeit ist saisonal, variiert jedoch nach Lebensraum. So erfolgt sie in Peru von Oktober bis Dezember und in Patagonien im Mai oder Juni. Nach einer rund 120- bis 140-tägigen Tragzeit bringt das Weibchen ein einzelnes Jungtier zur Welt. Dieses ist behaart, hat offene Augen und kann bereits am ersten Lebenstag feste Nahrung zu sich nehmen. Nach acht Wochen wird es endgültig entwöhnt und ist mit einem Jahr geschlechtsreif. In freier Natur werden Hasenmäuse selten älter als drei Jahre, ein Tier in menschlicher Obhut erreichte allerdings 19 Jahre.

## Parasiten
Eine spezifische Tierlaus der Hasenmäuse ist Lagidiophthirus parvus. Bei der Cuvier-Hasenmaus tritt darüber hinaus die artspezifische Art Cuyana maurii auf.

## Bedrohung
Hasenmäuse werden sowohl wegen ihres Felles (→ Viscachafell) als auch wegen ihres Fleisches gejagt. In manchen Regionen sind die Bestände deutlich zurückgegangen, andernorts (etwa im Norden Chiles) gelten sie noch als relativ häufig. Die IUCN listet die Peruanische und die Südliche Hasenmaus als nicht gefährdet und die Cuvier-Hasenmaus unter „zuwenig Daten vorhanden“, diese Einschätzungen stammen jedoch aus dem Jahr 1994 und sind veraltet.

## Systematik und Arten
Trotz der Bezeichnung Bergviscachas sind diese Tiere näher mit den ebenfalls in Felsregionen lebenden Eigentlichen Chinchillas (Chinchilla) als mit den im Grasland vorkommenden Viscachas verwandt. Gemeinsam bilden diese Tiere die Familie der Chinchillas (Chinchillidae).
Es werden drei Arten unterschieden:
- Die Cuvier-Hasenmaus oder Eigentliches Bergviscacha (Lagidium viscacia) ist im äußersten Süden Perus, dem Westen und Süden Boliviens, dem nördlichen und mittleren Chile und dem westlichen Argentinien verbreitet.
- Die Südliche Hasenmaus oder Südliches Bergviscacha (Lagidium wolffsohni) kommt im südlichen Patagonien – dem südlichen Chile und dem südwestlichen Argentinien – vor.
- Das Ecuador-Bergviscacha (Lagidium ahuacaense) wurde erst 2005 vom deutschen Zoologen Florian A. Werner am Cerro El Ahuaca in der Provinz Loja in Ecuador entdeckt und 2009 wissenschaftlich beschrieben.  Bisher wurden nur einige Dutzend Exemplare dieser vermutlich vom Aussterben bedrohten Art nachgewiesen.